# 핵 태세 검토 보고서
NPR (Nuclear Posture Review, 한국어: 핵태세검토보고)는 미국 행정부에서 발간하는 핵관련 보고서이다. 이 보고서는 미국의 핵 정책과 연관이 깊으며, 8년을 주기로 해서 작성된다. 지금까지 1994년 빌 클린턴 행정부와 2002년 조지 부시 행정부, 2010년 오바마 행정부까지 해서 총 3번 발간되었다. 해당 보고서를 바탕으로 해서 앞으로의 5~10년간의 핵정책과 관련 예산 편성이 결정된다.

## 2010년 오바마 행정부

### 주요내용
오바마 행정부가 발간한 NPR의 핵심내용은 다음과 같다.
- 미국 내 안보 전략가운데 핵무기의 역할을 점차 축소시킨다.
- 미국 내 핵 확산 그리고 핵 관련 테러리즘을 예방한다.
- 핵무기를 보유하지 않는 국가가 미국에서 생화학무기로 공격해 올지라도 핵무기를 사용하지 않는다. 단 조선민주주의인민공화국·이란은 NPT를 탈퇴하고, 비확산 의무를 위반하였기 때문에 여기서 제외된다.[2]

한편, 대한민국을 비롯한 미국의 동맹국에 대한 핵무기 확정 억지력은 여기서 유효하다. 안보 동맹을 통해 자체적인 핵무기 구축이 필요하지 않도록 만든다는 게 미국의 전략이다.

### 비판
중동지역 국가들은 미국이 이스라엘의 핵보유에 관해서는 특별히 언급하지 않았다는 점을 들어 미국의 이중적 태도를 비판하였다.

## 같이 보기
- 핵무기